# Елеонас
Елеонас (грч. Ελαιώνας) је приморско насељено место у општини Ситонија у периферији Средишња Македонија, Грчка. Према попису из 2021. године био је 1 становник.
Насеље је подигнуто осамдесетих година 20. века и први пут се помиње на попису из 1991. године са 10 становника.